# 郝敬民
郝敬民，男，江西省軍區原司令員，中共党員。中國人民解放军少將，第十屆全國人民代表。